# 新井量大
新井 量大（あらい かずお〔本名及び旧芸名：新井 和夫、旧芸名：新井 一夫〕、1932年9月9日 - ）は、東京都出身の日本の俳優。身長164 cm。体重62 kg。

## 略歴
早稲田大学文学部卒業。1948年、劇団ともだち座入団。1952年に劇団が解散した後、舞台芸術学院に入学。それをきっかけにデビュー。1955年、劇団演出劇場に入団し、1958年に退団。かつては東京俳優生活協同組合、東京演劇アンサンブル、希楽星に所属していた。

## 人物
特技は書道、ギター。趣味は陶芸、釣り。

## 出演

### 映画
- 風のうちそと（1959年3月24日） - 刑事
- 肉体の盛装（1964年11月21日） - 渡辺秀雄
- トラ・トラ・トラ!（1970年9月25日） - 堀内正名電信係長
- 天保水滸伝 大原幽学（1976年11月13日） - 本多玄俊
- はなれ瞽女おりん（1977年11月19日）
- あげまん（1990年6月2日）
- SHINOBI -HEART UNDER BLADE-（2005年9月17日） - 卍谷の民
- 沈まぬ太陽（2009年10月24日）
- サヨナライツカ（2010年1月23日）
- 犬とあなたの物語 いぬのえいが（2011年1月22日） - 祐二の祖父
- SP THE MOTION PICTURE 革命篇（2011年3月12日） - 宮長
- あやしい彼女（2016年4月1日）
- 風の色（2018年1月26日）

### テレビドラマ

#### NHK
- 大河ドラマ
  - 赤穂浪士 第2話・第8話（1964年1月12日・2月23日） - 早川宗助
  - 源義経 第36話（1966年9月4日） - 橘左馬允
  - 花神 第43話（1977年10月23日）
  - 山河燃ゆ
    - 第17話「パール・ハーバー」（1984年4月29日） - 竜田丸事務長
    - 第47話「焼跡の聖夜」（1984年11月25日） - 松平式部長官
    - 第49話「最終論告」（1984年12月9日） - 松平式部長官

  - 春の波涛 第32話（1985年8月11日） - 医者
  - 翔ぶが如く 第23話（1990年6月17日） - 重役
  - 太平記 第4話・第5話（1991年1月27日・2月3日） - 万里小路宣房
  - 八代将軍吉宗 第33話（1995年8月27日） - 総右衛門
  - 元禄繚乱 第19話（1999年5月16日） - 井伊直該
  - 葵 徳川三代 第7話（2000年2月20日） - 河北石見
- 西郷隆盛（1963年4月24日）
- 事件記者 第382話（1965年12月7日）
- アイウエオ 第4話（1967年11月11日）
- 中学生群像 第21話（1969年10月5日）
- ナタを追え 〜朝日新聞東京版“捜査員”より（1970年11月28日）
- 連続テレビ小説
  - おしん 第260話（1984年2月17日） - 商店主
  - チョッちゃん（1987年4月6日 - 1987年10月3日） - 牧師
  - はね駒 第120話（1986年8月23日） - 来店客
  - 君の名は 第134話（1991年9月3日） - 獣医
  - 私の青空（2000年4月3日 - 9月30日）
  - ちゅらさん 第149話（2001年9月21日） - 近所の人達
  - こころ 第13話・第19話・第20話・第29話・第36話（2003年4月14日・4月21日・4月22日・5月2日・5月10日）
  - どんど晴れ 第61話（2007年6月11日） - 馴染みの客
  - 瞳 第127話 - 第133話・第138話・第142話・第145話・第147話・第149話・第154話・第155話（2008年8月25日 - 9月1日・9月6日・9月11日・9月15日・9月17日・9月19日・9月25日・9月26日） - 手島
- 思い出トランプ 最終話（1984年8月31日）
- 新大型時代劇
  - 真田太平記 第30話（1985年11月20日） - 医者
  - 武蔵坊弁慶 第30話（1986年11月19日） - 忠信の父
- シャツの店 第5話（1986年2月8日）
- 続イキのいい奴 第2話（1988年4月13日）
- 殿様ごっこ（1988年10月31日 - 11月18日）
- 荒木又右衛門 決戦・鍵屋の辻（1990年1月1日）
- ビジネスマンの父より息子への30通の手紙（1990年6月19日 - 7月17日）
- 腕におぼえあり 第1話・第6話・第8話・第10話（1992年4月10日・5月15日・5月29日・6月12日） - 三輪弦五衛門
- ヒロシマ 原爆投下までの4か月（1996年8月5日 - 8月8日） - 岡田忠彦
- 夢みる葡萄 第9話（2003年12月1日）

#### 日本テレビ
- ローンウルフ 一匹狼 第1話（1967年10月17日）
- クラスメート -高校生ブルース 第5話（1971年4月27日）
- ある朝、突然に… 第6話（1972年6月20日）
- 木の葉の家（1972年10月3日 - 11月7日）
- 伝七捕物帳
  - 第24話「日本晴れ大漁節」（1974年3月19日） - 名取采女
  - 第124話「花の蕾の十八娘」（1976年11月2日） - 玄庵
- 傷だらけの天使 第2話（1974年10月12日）
- 太陽にほえろ!
  - 第223話「あせり」（1976年10月22日） - 銀竜会組員[要出典] ※ノンクレジット
  - 第251話「辞表」（1977年5月13日） - 松井次郎
  - 第256話「ロッキー刑事登場!」（1977年6月17日） - 室井智成
  - 第300話「男たちの詩」（1978年4月28日） - 東都銀行副頭取
  - 第337話「偽装」（1979年1月12日） - 週刊アート編集長
  - 第387話「雨の中の女」（1979年12月28日） - 竹岡課長
  - 第607話「狼を追え!」（1984年7月6日） - 井上外科胃腸科病院医師
  - 第654話「二度泣いた男」（1985年6月28日） - 岩本プロデューサー
  - 第660話「デューク刑事登場!」（1985年8月23日） - 小野龍太郎
- 桃太郎侍
  - 第68話「浮かれ女も恋をする」（1978年1月29日） - 丸屋利兵ヱ
  - 第86話「大当り貧乏くじ」（1978年6月4日） - 徳兵ヱ
- 消えた巨人軍（1978年9月1日 - 9月29日） - 捜査一課長
- 探偵物語 第5話（1979年10月16日）
- 猿飛佐助 第4話（1980年6月1日）
- 黄金の犬 第6話（1980年7月4日）
- 火曜サスペンス劇場
  - 署名のない風景画（1986年7月29日）
  - 花嫁は眠れない（1987年6月16日）
  - 女たちは一度勝負する（1989年3月7日）
- 子供が寝たあとで 第4話（1992年5月9日）
- 寝たふりしてる男たち 第7話（1995年2月9日）
- ハルモニア この愛の涯て（1998年7月11日 - 9月12日）
- ナイトホスピタル〜病気は眠らない〜 最終話（2002年12月16日）
- 警視庁鑑識班2004 第9話（2004年3月10日） - 第一発見者
- 恋のから騒ぎ 〜Love Stories〜（2004年9月25日）
- 喰いタン2 第9話（2007年6月9日） - 町民
- ザ・クイズショウ THE QUIZ SHOW 第3話（2009年5月2日） - 佐藤房子の夫

#### TBS
- 国際事件記者 第18話（1965年7月7日）
- レモンのような女 最終話（1967年6月14日）
- 剣 第11話（1967年6月26日）
- 七人の刑事 第378話（1969年3月10日）
- 君は心の妻だから（1969年11月17日 - 1970年1月2日）
- 妻ふたたび（1972年3月6日 - 5月5日）
- アイフル大作戦 第15話（1973年7月21日）
- 隠密剣士 突っ走れ! 第1話（1973年12月30日）
- 夜明けの刑事 第64話（1976年3月17日）
- Gメン'75
  - 第48話「刑事・その恩師の殺意」（1976年4月17日） - 茂木先生
  - 第82話「刑法240条 強盗殺人罪」（1976年12月11日） - 小田切巡査
  - 第115話「午前0時 女のミステリー」（1977年7月30日） - 医師
  - 第142話「エレベーター密室殺人事件」（1978年2月11日） - 亀山
  - 第256話「死体に呼ばれた女刑事」（1980年4月26日） - 吹雪刑事の父親
  - 第300話「盗まれた女たち」（1981年3月7日） - 所轄署署長
  - 第301話「盗まれた女たちPART2」（1981年3月14日） - 所轄署署長
  - 第343話「'82オートバイに乗った暗殺者たち」（1982年1月9日） - 加納善作
- 隠し目付参上 第15話（1976年7月10日） - 井口
- 江戸特捜指令 第3話（1976年10月16日）
- 水戸黄門
  - 第8部 第7話「助さんの身替り亭主 -掛川-」（1977年8月29日） - 幸吉
  - 第16部 第13話「想い叶えた愛の組紐 -膳所-」（1986年7月21日） - 大津屋太兵衛
  - 第18部 最終話（1989年5月1日） - 若狭屋
  - 第19部 第15話（1990年1月8日） - 清兵衛
  - 第20部
    - 第3話「情けが仇のとろろ汁」（1990年11月5日） - 藤屋新兵衛
    - 第25話「紫頭巾が悪を斬る」（1991年4月29日） - 喜左衛門
    - 第35話「偽者亭主の親孝行」（1991年7月8日） - 和泉屋

  - 第21部 第31話（1992年11月2日） - 武州屋藤右衛門
  - 第22部 第14話（1993年8月16日） - 仙波屋仁左衛門
  - 第23部
    - 第24話「お銀に惚れた人形師」（1995年1月23日） - 那珂屋
    - 第37話「育ての母は木曽節お仙」（1995年4月24日） - 丸田屋喜左衛門

  - 第24部 第22話（1996年2月19日） - 若狭屋徳兵衛
  - 第26部 第20話（1998年6月29日） - 赤崎屋五郎左衛門
  - 第27部 第10話（1999年5月24日） - 松尾屋千右衛門
- 江戸を斬るIV
  - 第12話「堅太郎が消えた!?」（1979年4月30日）
  - 第15話「父上はお見合い中」（1979年5月21日）
- 絆（1984年3月17日）
- 乳姉妹 第22話（1985年9月17日）
- ああわが家 第32話（1989年2月16日）
- 翔んでる!平賀源内 第16話（1989年8月21日）
- 閨閥（1990年4月7日）
- 誘惑 第1話（1990年4月13日）
- 大岡越前
  - 第11部 第15話（1990年7月30日） - 越乃屋善兵衛
  - 第13部 第20話（1993年3月29日） - 上総屋彦兵衛
  - 第14部 第6話（1996年7月22日） - 与兵衛
  - 第15部 第2話（1998年8月31日） - 伊勢屋
- 月曜ドラマスペシャル → 月曜ゴールデン
  - 松本清張作家活動40年記念 迷走地図（1992年3月30日）
  - 女パチプロ・演歌のすみれ（1996年4月8日）
  - 出世と左遷（1996年5月13日）
  - 警視庁心理捜査官・明日香 第3作（2013年1月7日） - 石田誠一郎
- RUN 最終話（1993年12月24日）
- スウィート・ホーム 最終話（1994年3月27日）
- 命なりけり・悲劇の外相東郷茂徳（1994年8月15日）
- 協奏曲 第8話（1996年11月29日）
- Dearウーマンスペシャル あのセクハラバスターズが帰ってきた! 婚約解消!? ワナにはまった多聞の恋絶体絶命大ピンチ（1997年4月6日）
- 永遠の1/2 第53話・第55話・第56話（2000年11月15日・11月17日・11月20日）
- マイリトルシェフ 第2話・第7話（2002年7月17日・8月21日）
- 塩カルビ 第1話・第6話・最終話（2002年10月3日・11月7日・12月26日） - 宮崎
- こちら本池上署 第2シリーズ 第10話（2003年6月16日） - 石坂重吉
- 愛するために愛されたい 第2話（2003年7月10日）
- 温泉へ行こう 第4シリーズ 第32話（2003年10月14日）
- はじめての味（2004年7月7日、BS-TBS）
- 地獄の沙汰もヨメ次第 第3話（2007年7月19日） - 山口 役
- ラブレター 第13話（2008年12月10日） - 医師

#### フジテレビ
- 仇討選手（1959年3月2日・3月9日）
- 東芝土曜劇場「太鼓」（1959年7月11日）
- 三行広告 第23話（1959年8月2日）
- もうれつ先生（1960年6月18日 - 11月12日）
- 東京新選組 第1話（1960年8月15日）
- 三匹の侍 第5シリーズ 第13話（1967年12月28日）
- 兄貴の恋人 第3話（1970年10月15日）
- 荒野の素浪人 第1シリーズ
  - 第16話「暗殺 情無用の死人沢」（1972年4月18日）
  - 第34話「脱走 火攻めの死刑台」（1972年8月22日）
  - 第45話「死闘 傷だらけの駒木峠」（1972年11月7日）
  - 第56話「必殺 黒馬谷の対決」（1973年1月23日）
- 二人の素浪人 最終話（1973年1月6日） - 道庵
- 戦国ロック はぐれ牙 第3話・第6話・第8話・最終話（1973年8月18日・9月8日・9月22日・9月29日）
- 八州犯科帳 第6話・第11話（1974年5月11日・6月15日）
- 銭形平次
  - 第573話「誰がための命」（1977年5月11日） - 上総屋
  - 第604話「五年目の真実」（1978年1月4日） - 上総屋
- 江戸の旋風
  - 同心部屋御用帳 江戸の旋風 第3シリーズ
    - 第9話「母の償い」（1977年6月16日）
    - 第29話「壊れた人形」（1977年12月1日）

  - 同心部屋御用帳 江戸の旋風 第4シリーズ
    - 第7話「剣と千羽鶴」（1978年12月28日）
    - 第23話「五年目の青空」（1979年4月26日）

  - 同心部屋御用帳 新・江戸の旋風
    - 第13話「危うし母子! 絵図面の謎」（1980年4月3日）
    - 第21話「肝っ玉もんの恋」（1980年6月12日）
    - 第23話「源兵衛長屋に鶴が来た」（1980年7月3日）
- 華麗なる刑事 第17話（1977年7月25日）
- 球形の荒野 第3話（1978年3月25日）
- 西遊記
  - 西遊記 第8話 - 第14話・第17話・第18話・第20話 - 第25話（1978年11月19日 - 12月31日・1月21日・1月28日・2月11日 - 3月18日）
  - 西遊記II 第9話（1980年1月6日）
- 大空港 第39話（1979年5月28日） - 塩沢
- 平岩弓枝ドラマシリーズ「藍の女」（1979年5月16日）
- 江戸の激斗
  - 第1話「壮絶! 遊撃隊」（1979年5月31日）
  - 第9話「非情の罠・群狼を斬れ!」（1979年7月26日）
  - 第18話「復讐の狼」（1979年10月4日）
- 駆け込みビル7号室 第7話（1979年12月1日）
- 大捜査線 第10話（1980年3月13日）
- 時代劇スペシャル
  - 仕掛人・藤枝梅安 第1作（1982年1月22日）
  - 素浪人罷り通る 第2作（1982年5月7日）
- 月曜ドラマランド「かぐや姫・とんで初体験」（1985年7月1日）
- 裸の大将 第16話（1985年8月18日） - 旅篭「かめや」の娘の見合い相手の父親
- 女は男をどう変える 第1話（1986年1月9日）
- 愛の嵐（1986年6月30日 - 10月3日） - 山内
- おヒマなら来てよネ! 第7話（1987年12月10日）
- 華の別れ（1989年1月4日 - 3月31日）
- 君の瞳に恋してる! 第1話・第5話（1989年1月16日・2月13日）
- 過ぎし日のセレナーデ 第2話（1989年10月26日）
- 西村京太郎サスペンス「午後九時の目撃者」（1990年5月28日）
- 金曜ドラマシアター → 金曜エンタテイメント → 金曜プレステージ
  - 金の戦争（1991年4月5日）
  - 生前情交痕跡あり（1991年7月5日）
  - 美味しんぼ
    - 第1作「超豪華珍品グルメ フグ&タイ究極の味くらべ!! これがホンモノの料理だ!!」（1994年1月7日）
    - 第3作「究極VS至高 生命の対決!」（1996年11月1日）
    - 第4作「究極VS至高 心の対決!」（1997年10月8日）
    - 第5作「究極VS至高 最後の対決!?」（1999年8月20日）

  - 太陽とお月さま（1994年3月18日）
  - ざけんなョ!!シリーズ 第7作（1994年9月23日）
  - 日向夢子調停委員事件簿 第1作（2003年8月1日） - 榎公太郎
  - 京都喰い道楽 古本屋探偵ミステリー 第2作（2004年5月28日） - 老人ホームの入居者
  - 星に願いを〜七畳間で生まれた410万の星〜（2005年8月26日）
  - 熱血シングル・ファザー〜新聞記者・新庄圭吾の事件ファイル〜 第2作（2005年10月28日） - 小林武彦
  - ハマの静香は事件がお好き 第5作（2008年4月25日） - 福田
- 世にも奇妙な物語
  - 「笑う女」（1991年6月20日） - 高瀬専務
  - 「佐藤・求む」（1991年12月12日）
  - 「くしゃみ」（1998年4月8日）
  - 「銃男」（2000年3月27日） - 支店長
- あなただけ見えない 第10話（1992年3月16日）
- 大人は判ってくれない 最終話（1992年3月19日）
- 逃亡者 第8話（1992年8月19日）
- 並木家の人々 第1話（1993年1月14日）
- 白鳥麗子でございます! 第2シリーズ 第1話（1993年10月16日）
- 指輪 最終話（1995年3月31日）
- 彼女たちの結婚（1997年1月9日 - 3月20日）
- 恋はあせらず（1998年4月15日 - 7月1日）
- ソムリエ 第8話・最終話（1998年12月1日・12月22日）
- ナオミ 第8話（1999年6月2日）
- 恋するトップレディ 第5話（2002年2月5日）
- 天体観測 第10話（2002年9月3日）
- 美女か野獣 第8話（2003年2月27日） - 安井会長 役
- 離婚弁護士 第5話（2004年5月13日）
- マザー&ラヴァー 第1話（2004年10月 5日）
- アテンションプリーズ 第9話（2006年6月13日） - オセロ好きの老人
- 土曜プレミアム 太郎と次郎〜反省ザルとボクの夢〜（2007年3月17日） - 後援会長
- ユンゲル（2008年1月1日） - メイド喫茶の客 役
- 任侠ヘルパー 第1話 - 最終話（2009年7月9日 - 9月17日） - 織田
- 新春東京ツアー どえりゃあ婆ちゃん探偵団〜湯けむりパラダイスの怪事件〜（2011年1月4日） - 関幹夫
- 僕とスターの99日 第6話（2011年11月27日）

#### テレビ朝日
- 大忠臣蔵 第22話（1971年6月1日）
- 荒野の素浪人 第42話（1972年10月17日）
- 遠山の金さん捕物帳 第124話（1972年11月19日）
- 荒野の用心棒 第12話（1973年6月19日）
- ご存知遠山の金さん 第6話（1973年11月11日） - 四国屋利兵ヱ 役
- 幡随院長兵衛お待ちなせえ 第7話・第15話・第16話・第20話・第22話・第24話（1974年2月16日・4月13日・4月20日・5月18日・6月1日・6月15日）
- 新・荒野の素浪人 第9話（1974年2月26日）
- 鬼平犯科帳 第11話（1975年6月11日） - 奴姿の客
- 破れ傘刀舟悪人狩り 第91話（1976年6月22日） - 川田道伯
- 人形佐七捕物帳 第28話（1977年11月12日） - 石出帯刀
- 「l吉宗評判記 暴れん坊将軍 第10話（1978年3月18日） - 近江屋文蔵
- 浮浪雲 第2話・第11話（1978年4月9日・6月18日）
- 密約（1978年10月12日）
- 特捜最前線
  - 第85話「死刑執行0秒前!」（1978年11月15日）
  - 第127話「裸の街I・首のない男!」（1979年9月5日）
  - 第128話「裸の街II・最後の刑事!」（1979年9月12日）
  - 第152話「手配107・凧をあげる女!」（1980年3月5日）
  - 第188話「プラットホーム転落死事件!」（1980年12月3日）
  - 第424話「渓谷に消えた女秘書!」（1985年7月17日）
- 半七捕物帳 第10話（1979年6月5日）
- 土曜ワイド劇場
  - 戦後最大の誘拐 吉展ちゃん事件（1979年6月30日）
  - 滋賀銀行九億円横領事件（1981年2月7日）
  - 人妻サギ師（1985年7月20日）
  - 西村京太郎トラベルミステリー 第10作（1987年2月14日） - 科学捜査研究所責任者
  - 考古学者シリーズ 第10作（1990年8月25日） - 村野
  - 大密室殺人事件 第3作（1992年4月11日） - 名取ケイゾウ
  - 札幌時計台殺人事件（1993年12月4日） - 森島
  - タクシードライバーの推理日誌 第3作（1994年4月16日） - 大里
  - 同居人カップルの殺人推理旅行 第1作（1994年8月27日）
  - 探偵事務所 第1作（1994年10月22日） - 田浦要之助
  - 女外科医・疑惑のメス（1995年5月6日）
- 江戸の牙
  - 第12話「純情 魚河岸の政」（1979年12月18日） - 陸尺二
  - 第16話「慕情 嵐を呼ぶ地獄船」（1980年1月8日）
  - 第18話「渡る世間の鬼を斬る」（1980年1月29日）
  - 最終話「死斗 男たちの挽歌」（1980年3月25日） - 徒目付
- 長七郎天下ご免! 第14話（1980年2月7日） - 豊島屋清兵衛
- ザ・ハングマン
  - 第4話「辱しめられたキャンパス」（1980年12月5日） - 裁判官
  - 第44話「人狩り村に潜入せよ」（1981年9月18日） - 薬剤師
- 文吾捕物帳 第5話（1981年11月17日）
- 月曜ワイド劇場深川通り魔殺人事件（1983年7月25日） - 府中刑務所長
- 避暑地の猫 第2話（1988年9月8日）
- 氷点（1989年4月6日・4月7日）
- 芸者小春の華麗な冒険 第10話（1991年6月13日）
- 外科病棟女医の事件ファイル 第2話（1991年7月18日） - 門田三郎
- 七人の女弁護士
  - 「七人の女弁護士 第2シリーズ」第1話（1991年10月17日）
  - 「七人の女弁護士 第3シリーズ」第6話（1993年2月11日）
- 大家族ドラマ 嫁の出る幕 第1話（1994年7月14日）
- 味いちもんめ 第2シリーズ 第7話（1996年2月22日）
- 独身3!! 最終話（2003年12月19日）
- 第9回文芸社ドラマスペシャルペーパー離婚〜娘の結婚VS親の離婚〜（2010年2月7日）
- ナサケの女〜国税局査察官〜 最終話（2010年12月9日）

#### テレビ東京
- 大江戸捜査網 第3シリーズ
  - 第2話「仕掛けられた身代金」（1973年9月29日） - 重吉の子分
  - 第14話「辻占は殺しの暗号」（1973年12月22日） - 上総屋徳兵衛
  - 第147話「用心棒の逆襲」（1976年7月10日）
  - 第177話「雨の朝江戸に死す」（1977年2月26日）
  - 第184話「浪人殺しの陰謀」（1977年4月16日）
  - 第191話「必死の子連れ逃亡者」（1977年6月4日）
  - 第216話「浮世絵女の秘めた謎」（1977年12月24日）
  - 第217話「初春雪どけを待つ女」（1978年1月7日） - 茂兵衛
  - 第233話「御用金強奪の罠」（1978年4月29日）
  - 第256話「狙われた恐怖の連判状」（1978年10月7日）
  - 第263話「遺産に群がる狐と狸」（1978年11月25日）
  - 第265話「殺意なき用心棒」（1978年12月9日）
  - 第266話「汚名に賭けた目明し無情」（1978年12月16日）
  - 第271話「身代り殺人の陰謀」（1979年1月20日）
  - 第282話「幼女が裁いた赤い罠」（1979年4月7日）
  - 第285話「尼僧が秘めた仇討ち七変化」（1979年4月28日）
  - 第291話「連発銃が呼ぶ母の面影」（1979年6月9日）
  - 第317話「人質救出 甦る父娘の絆」（1979年12月8日）
  - 第347話「廃墟の街で待つ女」（1980年7月19日）
  - 第358話「浮世絵が明かす大爆破の謎」（1980年10月4日）
  - 第369話「非情の少女囮作戦」（1980年12月20日）
  - 第375話「死神に出会った色事師」（1981年2月7日）
  - 第384話「地獄からもどった用心棒」（1981年4月11日）
  - 第404話「駒下駄と鬼娘の涙」（1981年8月29日）
  - 第405話「神隠しに泣く新妻」（1981年9月5日）
  - 第411話「新太郎出産騒動 右ひだり」（1981年10月17日）
  - 第436話「殺し屋軍団 逆転の切り札」（1982年4月17日）
  - 第452話「井戸掘り異聞 殺しの水脈」（1982年8月7日）
  - 第478話「遊女に賭けた孤独の一匹狼」（1983年2月12日） - 木村屋仙兵衛
  - 第487話「女牢しのび肌 禁断の闇化粧」（1983年4月16日） - 明石屋
  - 第505話「恐怖! 妖しく誘う魔性剣」（1983年8月20日）
- ザ・スーパーガール 第35話（1979年11月26日） - ヘンリー益田
- 月曜・女のサスペンス「記憶の復讐 盲目の少女が崩す完全犯罪」（1990年3月19日）
- お助け同心が行く! 第8話（1993年5月28日）
- 女と愛とミステリー 多摩南署たたき上げ刑事・近松丙吉 第2作（2002年9月18日） - 坂上
- 勇者ヨシヒコと悪霊の鍵 第1話（2012年10月12日） - 老ヨシヒコ 役[5]

### テレビアニメ
- 鉄腕アトム（1963年1月1日 - 1966年12月31日、フジテレビ） - ラフレシア
- ルパン三世（日本テレビ）
  - 第9話「殺し屋はブルースを歌う」（1971年12月19日）
  - 第18話「美人コンテストをマークせよ」（1972年2月20日）
- 空手バカ一代（1973年）
- 銀河英雄伝説（1992年 - 1994年、テレビ東京） - カールセン

### 吹き替え
- 硝煙のカンサス（時期不明） - スティーヴ・バラット〈アルバート・デッカー〉
- 勇者のみ（時期不明） - ティモシー・ギルクリスト伍長〈ワード・ボンド〉
- 機械じかけのピアノのための未完成の戯曲（NHK版、時期不明） - ポルフィーリー・グラゴリエス〈ニコライ・パストゥーホフ〉
- アマゾンの美女（TBS版、1961年9月2日） - パウロ〈アルフォンソ・ベドヤ〉
- アラモの砦（日本テレビ版、1963年10月27日） - ナレーション
- 壮烈!ブランデンブルグ師団（日本テレビ版、1965年5月25日） - ポポフ〈ベルト・ソトラル〉
- 永遠のエルザ（テレビ朝日版、1978年11月12日）
- スティング（日本テレビ版、1980年12月24日）

### 特撮
- 宇宙船エンゼル号の冒険[6]（1957年9月1日 - 12月22日、日本テレビ）※「新井和夫」名義
- 忍者部隊月光（1966年7月3日 - 10月2日、フジテレビ）
- スペクトルマン（1971年10月2日 - 1972年3月25日、フジテレビ）
- スーパー戦隊シリーズ（テレビ朝日）
  - ジャッカー電撃隊 第13話（1977年7月9日） - ジャン武藤
  - バトルフィーバーJ 第3話（1979年2月17日） - 科学雑誌の編集員
  - 電子戦隊デンジマン 第13話（1980年4月26日） - 藤村博士
- メタルヒーローシリーズ（テレビ朝日）
  - 宇宙刑事ギャバン 第10話（1982年5月28日） - ダブルマン・ゾンビB（人間態）
  - 超人機メタルダー 第8話（1987年5月11日） - 太田博士

### その他のテレビ番組
- 明治の群像 海に火輪を 第1回（1976年1月29日、NHK）
- 証言でつづる現代史（2008年3月9日、NHK BS1） - 葉剣英
- さんすう刑事ゼロ 第13話（2013年11月11日、NHK Eテレ） - 榊治五郎

### 舞台
- マクバード（1967年、劇団三期会） - ウオレン[7]
- 「人生劇場」

### その他
- ウルトラマン ソノシート「大怪獣戦 決戦!! ウルトラマン」（1966年）